# あたしはあたしのままで/恋の中
「あたしはあたしのままで／恋の中」（あたしはあたしのままで／こいのなか）は、2016年6月29日にビーイングから発売された新山詩織の8枚目のシングル。

## 解説
「あたしはあたしのままで」は日常の一コマを描写しながら、秘めたる想いと未来への希望を描き出したロック調に仕上がった。日本テレビ系『バズリズム』7月度エンディングテーマ及び『2016楽器フェア』公式イメージソング。
「恋の中」は自身出演のフジテレビ系ドラマ「ラヴソング」挿入歌で、同ドラマ主演の福山雅治が書きおろしを行った関係で初めて制作に関与していないオリジナル曲となった。
初回盤のみ「あたしはあたしのままで」のプロモーションビデオを収録したDVD付き。
新山詩織はこのシングルで初のオリコンチャートTOP10入りを果たした。

## 収録曲

### CD
1. あたしはあたしのままで
作詞：新山詩織　作曲：野崎心平　編曲：島田昌典
2. 恋の中
作詞・作曲：福山雅治　編曲：福山雅治・井上鑑
3. あたしはあたしのままで (instrumental)
4. 恋の中 (instrumental)

### DVD
1. あたしはあたしのままで (Music Video)

## レコーディング参加
- 新山詩織 - ボーカル、アコースティックギター (#1)
  - 島田昌典 - オルガン、タンバリン (#1)[1]
  - 井上鑑 - ピアノ、オルガン (#2)[1]
  - 藤井謙二（The Birthday） - ギター (#1)[1]
  - 福山雅治 - ギター (#2)[1]
  - 美久月千晴 - ベース (#1)[1]
  - 高水健司 - ベース (#2)[1]
  - 玉田豊夢（100s） - ドラム (#1)[1]
  - 山木秀夫 - ドラム (#2)[1]
  - 室屋光一郎ストリングス - ストリングスセクション (#1)[1]